# The Slaughter of Innocence
Albums de Hecate Enthroned
Upon Promeathean Shores
(1996) Dark Requiems...
(1998)
The Slaughter of Innocence est le premier album studio du groupe de black metal symphonique anglais Hecate Enthroned. L'album est sorti le 21 octobre 1997 sous le label Blackend Records.
À la sortie de cet album, la musique de Hecate Enthroned a beaucoup été comparée à celle du groupe Cradle of Filth, en particulier sur cet album. La voix et le style de chant de Jon Pritchard est également souvent comparé à celui de Dani Filth. Cette comparaison les a classé comme étant une copie de Cradle of Filth, mais cela leur a permis également de gagner en succès, car ce groupe était déjà très important dans la scène metal.
C'est le premier album de Hecate Enthroned enregistré avec le guitariste, le batteur et le claviériste de la formation de l'époque.

## Liste des morceaux
1. Goetia
2. Beneath A December Twilight
3. The Spell Of The Winter Forest
4. Aflame In The Halls Of Blasphemy
5. A Monument For Eternal Martyrdom
6. The Slaughter Of Innocence, A Requiem For The Mighty
7. The Haunted Gallows Of Dawn
8. Christfire
9. Within The Ruins Of Eden
10. A Danse Macabre
11. The Beckoning (An Eternity Of Darkness)